# Märchendrama
Ein Märchendrama (auch: Märchenspiel) ist ein Bühnenstück, das Märchenstoffe oder märchenhafte Ereignisse zum Inhalt hat. Unterscheiden lässt sich zwischen Märchendramen für Erwachsene und denen für Kinder bzw. zur Familienunterhaltung (vgl. hierzu auch Weihnachtsmärchen). Einen Höhepunkt erlebte das Märchendrama in der Epoche der Romantik sowie in der Neuromantik. Ein verwandtes Genre ist die französische Feerie.
Im psychotherapeutischen Bereich findet sich das Märchenspiel auch als pädagogische Methode in Form von Rollenspielen.

## Das deutschsprachige Märchendrama im Erwachsenentheater
Während sich zahlreiche Theaterstücke mit märchenhaften Elementen oder Anspielungen auf bekannte Märchen finden lassen, ist die Anzahl von Märchendramen, deren Handlung vorrangig durch ein oder mehrere Märchen bestimmt ist, überschaubar. Beispiele für Dramen, in denen Märchenmotive aufgegriffen werden, ohne dass diese die Haupthandlung darstellen, finden sich bei Gerhart Hauptmann, Heinrich von Kleist oder Hugo von Hofmannsthal. Dabei gibt es auch einige Märchenneuschöpfungen, die sich nicht auf bereits existente Märchenvorlage stützen wie z. B. Rebekka Kricheldorfs Prinzessin Nicoletta (2003).
Die nachfolgenden Autoren haben das Märchen als dominierende Handlungsgrundlage verwendet. Häufig zeichnen sich die Märchenadaptionen für Erwachsene durch einen ausgeprägten ironischen Gestus, eine hohe Selbstreferentialität und viele Bezüge auf frühere Märchendramen aus. Darüber hinaus findet in vielen Stücken eine kritische bzw. humorvolle Auseinandersetzung mit traditionellen Rollenbildern, Männlichkeits- und Weiblichkeitsvorstellungen sowie Familien- und Gesellschaftsstrukturen statt.
Das erste deutschsprachige Märchendrama im Erwachsenentheater hat Ludwig Tieck mit seiner Bearbeitung von Charles Perraults Le Maitre chat ou le Chat botté (dt.: Der gestiefelte Kater) geschaffen. Tieck steht mit dieser sowie weiteren Märchenbearbeitungen in der Tradition des italienischen Autoren Carlo Gozzis, der in seiner Fiabe bereits wichtige Elemente der Märchendramatik geprägt hat. Nachfolgend haben Autoren wie August von Platen und Christian Dietrich Grabbe Märchen-Lustspiele geschaffen. Um 1900 herum verfassten Eberhard König, Herbert Eulenberg und Hans Schönfeld neuromantische Märchenstücke. Des Weiteren schrieb Robert Walser drei Märchenlesedramen. Im deutschsprachigen Bereich lässt sich seit den 1980er Jahren unter Dramatikern wieder eine Hinwendung zum Märchendrama beobachten. So haben Autoren wie Tankred Dorst, Martin Mosebach, Elfriede Jelinek, Dea Loher, Reto Finger, Hannah Zufall und Rebekka Kricheldorf Märchenstoffe für die Bühne adaptiert. Referenzautoren sind neben Charles Perrault und Hans Christian Andersen vor allem die Brüder Grimm.
Fremdsprachige Märchendramen für Erwachsene haben etwa Maurice Maeterlinck, Jean Giraudoux oder Jewgeni Schwarz verfasst.

## Autoren und Werke
- Carlo Gozzi: Fiabe teatrali (1761-65)
- Ludwig Tieck: Der gestiefelte Kater. Ein Kindermärchen in drey Akten, mit Zwischenspielen, einem Prologe und Epiloge von Peter Leberecht (1797/1812)
- Ludwig Tieck: Ritter Blaubart. Ein Märchen in fünf Akten (1799/1812)
- Ludwig Tieck: Leben und Tod des kleinen Rothkäppchens. Eine Tragödie (1800/12)
- Heinrich von Kleist: Das Käthchen von Heilbronn (1810)
- Ludwig Tieck: Leben und Taten des kleinen Thomas, genannt Däumchen. Ein Märchen in drei Akten (1811)
- August von Platen: Der gläserne Pantoffel. Eine heroische Komödie in fünf Akten (1823)
- Christian Dietrich Grabbe: Aschenbrödel. Lustspiel in vier Aufzügen bzw. Aschenbrödel. Dramatisches Märchen (1829/35)
- Maurice Maeterlinck: La Princesse Maleine (1889)
- Maurice Maeterlinck: Pelléas et Mélisande (1893)
- Gerhart Hauptmann: Die versunkene Glocke. Ein deutsches Märchendrama (1897)
- Hugo von Hofmannsthal: Die Frau im Fenster (1897)
- Eberhard König: Gevatter Tod. Ein Märchen von der Menschheit (1900)
- Hugo von Hofmannsthal: Der Tod des Tizian (1901)
- Robert Walser: Aschenbrödel (1901)
- Robert Walser: Schneewittchen (1901)
- Herbert Eulenberg: Ritter Blaubart. Ein Märchenstück in drei Aufzügen (1905)
- Gerhart Hauptmann: Und Pippa tanzt! Ein Glashüttenmärchen (1906)
- Bertolt Brecht: Hans im Glück (1919)
- Robert Walser: Dornröschen (1920)
- Hans Schönfeld: Joringel und Jorinde. Ein Märchenspiel in 5 Akten (1922)
- Jean Giraudoux: Ondine. Pièce en trois actes. D’après le conte de Frédéric de la Motte-Fouqué (1938)
- Jewgeni Schwarz: Der Schatten (1940)
- Jewgeni Schwarz: Der Drache (1943)
- Tankred Dorst: Der Kater oder Wie man das Spiel spielt (1964)
- Martin Mosebach: Blaubart. Drama giocoso (1985)
- Tankred Dorst: Grindkopf. Libretto für Schauspieler (1986)
- Tankred Dorst: Korbes. Ein Drama (1988)
- Martin Mosebach: Rotkäppchen und der Wolf. Ein Drama (1988)
- Dea Loher: Blaubart – Hoffnung der Frauen (1997)
- Elfriede Jelinek: Schneewittchen / Dornröschen, in: Der Tod und das Mädchen I-V. Prinzessinnendramen (2000)
- Rebekka Kricheldorf: Prinzessin Nicoletta. Ein Märchen für Erwachsene (2003)
- Rebekka Kricheldorf: Rosa und Blanca (2008)
- Rebekka Kricheldorf: Testosteron. Eine schwarze Parabel (2012)
- Reto Finger: Hans im Glück (2015)
- Hannah Zufall: Weil sie nicht gestorben sind. Eine Grimm-Trilogie (2016)
- Rebekka Kricheldorf: Das blaue Licht / Dienen (2017)
- Hannah Zufall: Dänisches Sushi (2019)